# Eversholt
Eversholt, est un village et une paroisse civile du Central Bedfordshire, en Angleterre.